# Station Lubycza Królewska
Station Lubycza Królewska is een spoorwegstation in de Poolse plaats Lubycza Królewska.